# DuckTales (игра)
DuckTales — игра по мотивам одноимённого мультсериала, разработанная японской студией Capcom и вышедшая 14 сентября 1989 года.

## Описание
В основу сюжета игры положен одноимённый диснеевский мультсериал «Утиные истории». Впервые была выпущена 14 сентября 1989 года в США для Nintendo Entertainment System, позднее была также переиздана на портативной игровой системе Gameboy.
Наряду с серией Megaman является одним из примеров самой удачной работы японской студии Capcom в 1980-х — 1990-х годах.
В «Утиных Историях» много схожего с серией Megaman: яркая графика, чёткое управление со своеобразной динамикой — Скрудж использует свою трость в качестве оружия, инструмента и для прыжков.

## Сюжет

Кадр из игры на консоли NES (уровень «Гималаи»)

В игре игрок управляет селезнем Скруджем МакДаком, одетым в чёрный цилиндр, пиджак и гамаши, с тростью и в пенсне.
Скруджем МакДаком движет жажда завладеть сокровищами и стать самым богатым селезнем в мире.
Сюжет игры не следует напрямую сюжетным линиям мультсериала, однако как в игре, так и в мультфильме Скрудж МакДак путешествует по различным уголкам планеты, с целью найти давно утерянные сокровища. Взяв за основу любовь Скруджа к путешествиям, создатели добавили в игру множество второстепенных персонажей из мультсериала — таких, как Зигзаг МакКряк, Винт Разболтайло (встречается на бонусном уровне), Уткоробот (поможет Скруджу проникнуть в сырный бункер на Луне), Миссис Клювдия (даёт Скруджу дополнительные бонусы), доисторическая утка Бабба (его можно спасти на уровне «Гималаи»), Поночка, а также племянники Скруджа: Билли, Вилли и Дилли (как и Поночка, помогают Скруджу, давая подсказки, как пройти уровень). В качестве врагов на уровнях встречаются братья Гавс, Магика де Гипноз, а также эгоцентричный миллиардер Флинтхард Гломгольд, являющийся главным противником Скруджа и главным антагонистом. Геймплей игры динамично сочетает в себе прыжки, подъёмы и спуски по канатам, исследование местности и решение простых головоломок. Основное оружие Скруджа — это его трость (англ. pogo stick), подпрыгивая на которой, он может забираться выше, убивать врагов и разбивать некоторые камни.

## Duck Tales: Remastered
Студией Capcom, совместно со студией WayForward в августе 2013 года был выпущен ремастер оригинальной игры для PC и игровых приставок Playstation 3, Xbox 360 и WiiU. Помимо обновлённой графики, разработчики перенесли в игру множество мелких деталей из оригинала, переработав и местами расширив уровни. Сложность игры также была заметно изменена — в Duck Tales на NES три уровня сложности не имели никаких существенных отличий между собой, кроме того что в более лёгкой версии было увеличено количество колонок здоровья (6 вместо 3 стандартных). В ремейке на сложности Easy даются неограниченные попытки, а на Normal и Hard — всего две, которые очень легко потерять. Кроме этого, была добавлена дополнительная «секретная» сложность — Extreme.
Также были добавлены два новых уровня, которых не было в оригинальной игре: вступительный — деньгохранилище Скруджа МакДака, и финальный — в жерле вулкана Везувий, где по сюжету обитает Магика де Гипноз.
Озвучиванием Скруджа МакДака в игре занялся Алан Янг, британский актёр дубляжа оригинального мультсериала. На роль Магики была приглашена Джун Форей, также из оригинального состава.
Игра получила смешанные, но в целом положительные отзывы критиков и прессы. Средняя оценка составляет 75 %. Рецензентам понравились обновленные уровни и общая концепция, однако они отметили «большое количество диалогов» и «недоработанное управление». Критик с GameSpot назвал игру «скучным платформером, не приносящим никакого удовольствия» и поставил 4.5 из 10, за что подвергся сильному недовольству читателей. Игроки приняли ремейк весьма положительно.
Игра не выходила на носителях, и её создатели сообщают, что у них нет этого в планах. Версия для PS3 вышла в боксе, однако внутри коробки находился лишь купон на скачивание в Playstation Network. Журналисты получили оригинальное коллекционное издание перед выходом: небольшой кейс, набитый измельчёнными долларами, внутри которого находился позолоченный картридж с игрой для NES, ремейк, а также купон на «Зелёный сыр долголетия», и несколько других дополнительных материалов.
Летом 2018 года, благодаря уязвимости в защите Steam Web API, стало известно, что точное количество пользователей сервиса Steam, которые играли в DuckTales Remastered хотя бы один раз, составляет 255 766 человек.

## Отзывы
| Сводный рейтинг    | Сводный рейтинг           |
| Агрегатор          | Оценка                    |
| ------------------ | ------------------------- |
| MobyRank           | 84 % (NES) 76 % (GameBoy) |
| Иноязычные издания |                           |
| Издание            | Оценка                    |
| EGM                | 8/10 (NES)                |
| Nintendo Power     | 3,75/5 (GB)               |
| Mean Machines      | 90 % (NES)                |

| Сводный рейтинг | Сводный рейтинг | Сводный рейтинг |
| Издание         | Оценка          | Оценка          |
| Издание         | PS3             | Xbox 360        |
| --------------- | --------------- | --------------- |
| GameRankings    | 71,22 %         | 75,23 %         |

DuckTales получила в основном положительные отзывы согласно агрегатору оценок MobyRank, где средняя оценка на основе обзоров составила 84 % у версии для NES и 76 % у версии для GameBoy.